# Mabel
Mabel   (Alhaurín el Grande, 19 de febrer de 1996) és una cantant i compositora de R&B contemporani i música pop resident a Londres. És la filla petita de la cantant sueca Neneh Cherry i del productor musical anglès Cameron McVey, i va donar-se a conèixer al gran públic el 2017 amb el senzill «Finders Keepers» que va assolir el vuitè lloc a la UK Singles Chart.
El seu àlbum d'estudi debut, High Expectations, publicat el 2019, va entrar a la UK Albums Chart al número tres i va ser certificat com a disc de platí. El seu segon àlbum d'estudi About Last Night... va ser publicat el 2022 i en destaca el senzill «Let Them Know». L'àlbum va assolir el número dos a la UK Albums Chart.

## Discografia

### Àlbums d'estudi
- High Expectations (2019)
- About Last Night... (2022)